# Phú Lễ
Phú Lễ là một xã thuộc huyện Ba Tri, tỉnh Bến Tre, Việt Nam.
Xã Phú Lễ có diện tích 10,47 km², dân số năm 2021 là 8.718 người, mật độ dân số đạt 833 người/km².